# Wadim Miłow
Wadim Markowicz Miłow, ros. Вадим Маркович Милов (ur. 1 sierpnia 1972) – szwajcarski szachista pochodzenia rosyjskiego, arcymistrz od 1994 roku.

## Kariera szachowa
Do roku 1992 reprezentował barwy Związku Radzieckiego i Rosji, w tymże roku zdobywając w Buenos Aires tytuł wicemistrza świata juniorów do lat 20. Kolejne sukcesy zaczął odnosić jako reprezentant Izraela, w roku 1993 otrzymując tytuł mistrza międzynarodowego. Już w następnym roku otrzymał od Międzynarodowej Federacji Szachowe tytuł arcymistrza, co było dużym osiągnięciem. W tym samym roku wystąpił w barwach Izraela na szachowej olimpiadzie w Moskwie. Od 1996 roku w rozgrywkach międzynarodowych reprezentuje Szwajcarię, w 2000 roku biorąc udział w olimpiadzie w Stambule.
Trzykrotnie wziął udział w mistrzostwach świata rozgrywanych systemem pucharowym:
- 1997 Groningen - awans do III rundy, w której przegrał z Kiryłem Georgijewem[4],
- 1999 Las Vegas - porażka w I rundzie z Bartłomiejem Macieją[5],
- 2001 Moskwa - awans do III rundy, w której przegrał z Piotrem Swidlerem[6].

Odniósł wiele turniejowych sukcesów, zwyciężając bądź dzieląc I miejsca w m.in. Bratto (2001), Moskwie (2002, Aeroflot Open), Benasque (2002), Aszdodzie (2003), Lozannie (2003), Genui (2003), Santo Domingo (2003), Meridzie (2003, 2005 i 2006), Genewie (2004), Sewilli (2004), San Marino (2006), Filadelfii (2006, World Open), Morelii (2007), Chicago (2007, wspólnie z Jurijem Szulmanem) i w Gibraltarze (2009, wspólnie z Piotrem Swidlerem).
W roku 2005 odniósł duży sukces, zwyciężając w bardzo silnie obsadzonym turnieju szachów szybkich Corsica Masters na Korsyce. W turnieju tym wyeliminował kolejno Arkadija Najditscha, Judit Polgár, Zoltana Almasi, a w finale pokonał 3 - 1 Viswanathana Ananda.
Najwyższy ranking w dotychczasowej karierze osiągnął 1 lipca 2008 r., z wynikiem 2705 punktów zajmował wówczas 28. miejsce na światowej liście FIDE.